# Jüdischer Friedhof (Niedertiefenbach)

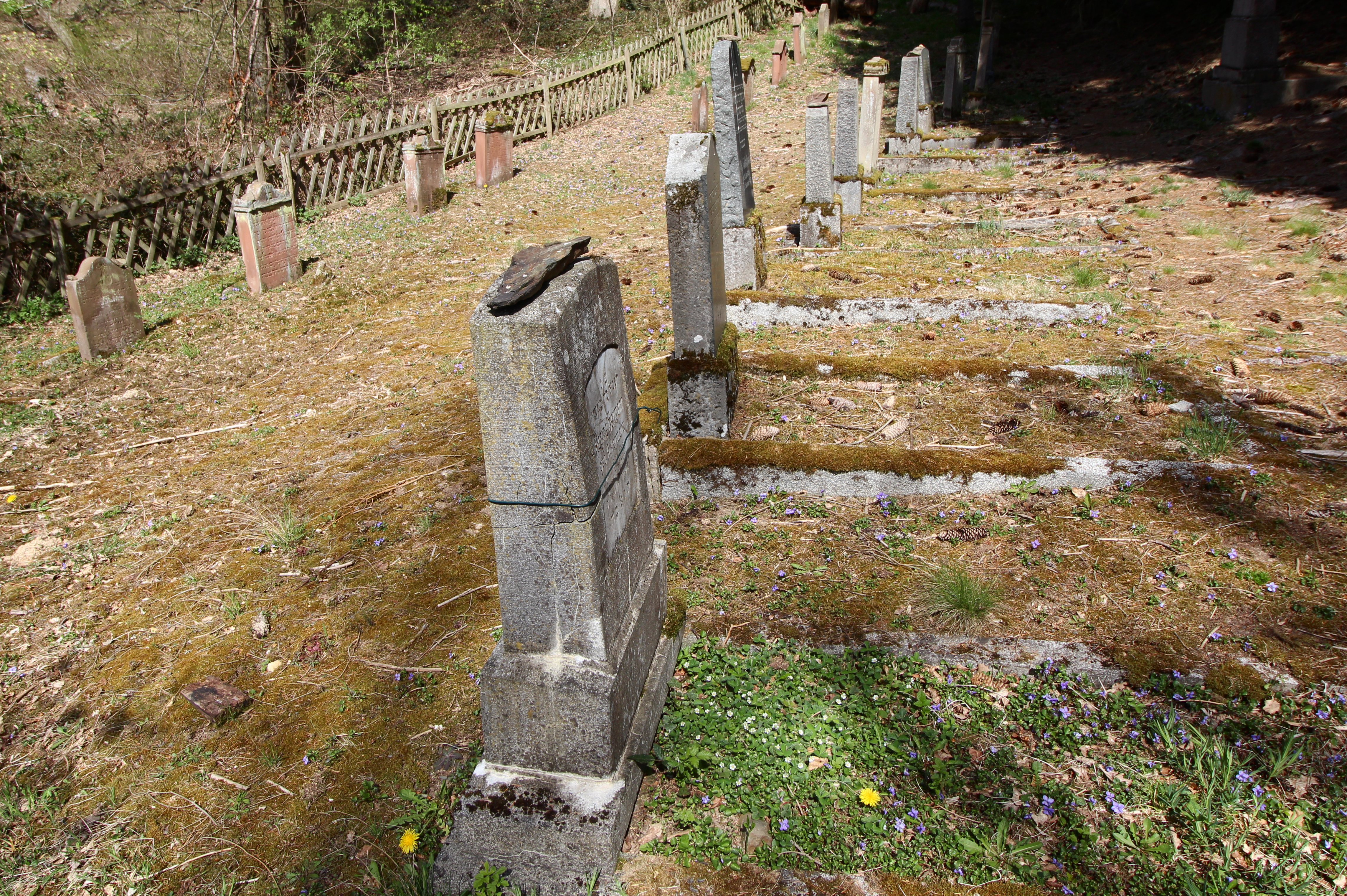
Der jüdische Friedhof von Niedertiefenbach

Der jüdische Friedhof Niedertiefenbach ist ein Friedhof in der Ortsgemeinde Niedertiefenbach im Rhein-Lahn-Kreis in Rheinland-Pfalz. Er steht als Kulturdenkmal unter Denkmalschutz.
Der jüdische Friedhof liegt nordwestlich des Ortes am Waldrand im Hasenbachtal zwischen Ölmühle und Neumühle.
Auf dem 1335 m² großen umfriedeten Friedhof, der vermutlich Anfang des 19. Jahrhunderts angelegt wurde, befinden sich 28 Grabsteine von 1812 bis 1937. Im Juli 1985 wurde der Friedhof geschändet: Es wurden alle Grabsteine umgestürzt und mit NS-Symbolen beschmiert.